# لیزر چاه کوانتومی

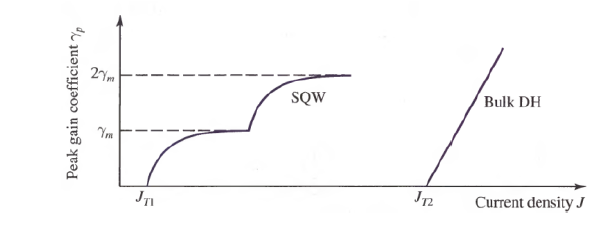
وابستگی پیک ضریب بهره به چگالی جریان برای لیزرهای نیمه رسانای SQW و DH

لیزر چاه کوانتومی یا لیزر کوانتوم ول یک لیزر نیمه‌رسانا است.
دستگاه چاه کوانتومی که در شکل روبرو به تصویر کشیده شده‌است عملکرد بسیار بهتری نسبت به دستگاه دابل هیتروستراکچر دارد علت آن هم ضخامت کم یک تک چاه کوانتوم (SQW)است که به‌طور معمول کمتر از ۱۰ نانومتر می‌باشد و با DH laser (دابل هیتروستراکچر) با ضخامت ۱۰۰ نانومتر و همچنین
لیزر هموجانکشن با ضخامت ۲ میکرومتر قابل مقایسه است.
وابستگی پیک ضریب بهره به چگالی جریان برای لیزرهای نیمه رسانای SQW و DH در شکل مقایسه شده‌است. لیزر چاه کوانتومی
مقدار Jt (چگالی جریان مورد نیاز برای شفافیت) بسیار کوچکتری دارد اگرچه بهرهٔ اشباع ان در سطح پایین‌تری قرار دارد.
مزایای لیزر چاه کوانتومی در قیاس با لیزر heterostructure:
- چگالی جریان آستانهٔ کوچکتر
- بازده تفاضلی کوانتومی خارجی بیشتر (external differential quantum efficiency)
- راندمان تبدیل انرژی بزرگتر
- پهنای کمتر ضریب بهره
- پهنای خط مد لیزری کوچکتر
- پاسخ سریع که اجازه می‌دهد تا فرکانس مدوالسیون بزرگتر باشد
- کاهش وابستگی به دما

## لیزرهای چندکوانتومی
لیزر MQW ضریب بهرهٔ بیشتری نسبت به SQW دارد در
واقع ضریب بهرهٔ یک لیزر n MQW-چاهی، n برابر به ازای هر
چاه است. به نظر می‌رسد که لیزر SWQ در چگالی جریان کمتر
نسبت به لیزر MQW برتراست و عملکرد بهتری دارد.